# David di Donatello 1961
La cerimonia di premiazione della 6ª edizione dei David di Donatello si è svolta il 30 luglio 1961 al teatro antico di Taormina.

## Vincitori
Miglior regista
- Michelangelo Antonioni - La notte

Migliore produttore
- Goffredo Lombardo - Rocco e i suoi fratelli (ex aequo)
- Dino De Laurentiis - Tutti a casa (ex aequo)

Migliore attrice protagonista
- Sophia Loren - La ciociara

Migliore attore protagonista
- Alberto Sordi - Tutti a casa

Migliore produttore straniero
- Metro-Goldwyn-Mayer - Ben-Hur (Ben-Hur)

Migliore attrice straniera
- Brigitte Bardot - La verità (La vérité)

Migliore attore straniero
- Charlton Heston - Ben-Hur (Ben-Hur)

David speciale
- Franco Rossi, per la regia di Odissea nuda
- Claudia Cardinale, per la sua interpretazione in La ragazza con la valigia
- Gary Cooper, alla carriera